# 竹河聖
竹河 聖（たけかわ せい、本名・生年月日非公開）は、日本の小説家、ファンタジー作家。女性。東京都出身。
青山学院大学文学部史学科卒業。大学時代は推理小説研究会に所属しており、同期には菊地秀行がいる。
1985年1月に「悪霊ステーション」でデビュー。ファンタジー、ホラー小説、伝奇、時代小説など多くの著書を刊行。

## 作品リスト

### 単著
- 風の大陸シリーズ
- 巡検使カルナーシリーズ（風の大陸と同じ世界を舞台とする）
  - サスカティウ編（1）星神（セイタ）の歌人
  - サスカティウ編（2）闇神（ゴセン）の民
  - デトル編（1）水神（デトル）の王国
  - デトル編（2）水神（デトル）の都
  - デトル編（3）水神（デトル）の娘
  - レクメテ編（1）砂漠神（レクメテ）の都市
  - レクメテ編（2）砂漠神（レクメテ）の嘆き
  - レクメテ編（3）砂漠神（レクメテ）の翳り
  - レクメテ編（4）砂漠神（レクメテ）の苦難
  - レクメテ編（5）砂漠神（レクメテ）の光輝（この巻のみ角川ノベルズではなく、スニーカーブックスで刊行）
  - 文庫版レクメテ編（1）砂漠神（レクメテ）の嘆き
  - 文庫版レクメテ編（2）砂漠神（レクメテ）の苦難
  - 文庫版レクメテ編（3）砂漠神（レクメテ）の光輝

レクメテ編のみ、文庫版は全3巻で再構成され出版された。
- 妖聖記シリーズ
  - 妖聖記
  - 妖聖還る
  - 妖聖永遠に
- 妖美伝シリーズ
  - 双星妖美伝
  - 五鬼妖美伝
  - 九魔妖美伝
  - 十三夜妖美伝
  - 百花妖美伝
- 妖麗伝シリーズ
  - エメラルド妖麗伝
  - サファイア妖麗伝
  - ルビー妖麗伝
  - トパーズ妖麗伝
  - アレキサンドライト妖麗伝
  - ダイヤモンド妖麗伝
- 妖魔姫（デーモン・プリンセス）シリーズ
  - 紅の妖魔姫
  - 蒼の妖魔姫
  - 黄金の妖魔姫
- 妖霊（ムーンライト・ハンターズ）シリーズ
  - 妖霊の棲む館
  - 妖霊の都市（まち）
  - 妖霊の逆襲
  - 妖霊の闇
- 霊能者陶子シリーズ（以下は光文社版タイトル）
  - 渡し守（カローン）の声 （天山出版／廣済堂出版『魔女たちの囁き』改題）
  - 囁く仮面（ペルソナ） （天山出版『神々の仮面』廣済堂出版『死霊たちの仮面』改題）
  - 眠れる死（タナトス） （天山出版『神々の眠る魔窟』改題）
  - 現象（フェノミナン） （天山出版『神々の永い午睡』改題）
- 美苑学院ホラークラブシリーズ
  - そしてゾンビがやって来る
  - 狼男は笑わない
- 呪殺師ニコスシリーズ
  - 呪殺師ニコス
  - 黄金の神
- 海流の中の国々シリーズ
  - 神宝聖堂シリーズ
    - 神宝聖堂の王国
    - 神宝聖堂の危機

  - 神宝潮流シリーズ（以下は角川春樹事務所版タイトル）
    - 海竜神の聖堂
    - 海竜神の陰謀[3]
    - 海竜神の誓い

  - 暗黒竜神シリーズ
    - 魔海への船出
    - 魔界の島

  - 永遠（とこしえ）の都シリーズ
    - 永遠の都へ
    - 永遠の都
- 幇間の藤八シリーズ
  - 丑三つの月
  - 半夏生の灯
  - ほおずきの風
  - 異人街変化機関
  - からくり偽清姫
  - 江戸あやかし舟
- 奇妙（キュリアス）なモンスターシリーズ
  - 奇妙なモンスター
  - 憂鬱な吸血鬼
  - おさわがせ幽霊
- 黄泉河（ステュクス）シリーズ
  - ステュクスの一族
  - 黄泉河の王
- 血のシリーズ
  - 血のピアス
  - 血の首飾り
- 悪霊ステーションシリーズ
  - 悪霊ステーション
  - バミューダ霊海ドーム
  - 月のダーク・サイド
- 玄武城の呪い
- 不思議学園の幽霊騒ぎ
- ラビリンス・シティ
- 魔刻の眼（ノン・ポシェット版タイトル、ノン・ノベル『夢魔の子』改題）
- 妖影界
- 聖狼学園一年生
- 桜闇のロンド（角川文庫版タイトル、カドカワ・ノベルス『闇と魔の環』改題）
- 後ろのローラさん
- 月のない夜に
- 闇の影
- 丑の刻遊び
- 摩天楼（ニューヨーク）の影（角川ホラー文庫版タイトル、角川文庫『ハロウィンの影』改題）
- 闇に光る眼
- 風鬼
- ウンディネ
- 幼虫
- 闇の守り手

漫画原作
- 幻樹（ゴーストツリー）をさがせ！！（作画：川村真弓美）

### アンソロジー収録作
- 猫女（『異形コレクション ラヴ・フリーク』収録 廣済堂文庫 1998年1月）
- 死の恋（『血の12幻想』収録 エニックス 2000年5月 / 講談社文庫　2002年4月）
- 海の鳴る宿（『水の妖怪』収録 リブリオ出版 2001年4月）